# Jørgen Bitsch
Jørgen Bitsch (* 30. Juni 1922 in Bandholm in der Kommune Lolland; † 12. Februar 2005) war ein dänischer Autor, Filmproduzent, Abenteurer und Vortragender.

## Leben
Von 1949 bis 1950 reiste er mit einem Nimbus–Motorrad zusammen mit dem Mechaniker Jørgen Wolfram von Kopenhagen nach Kapstadt in Südafrika, worüber er in seinem Buch Den eventyrlige afrikafærd (Die abenteuerliche Afrikafahrt) berichtete. Im Jahr darauf erschien das Buch Fra Kilimanjaro til pygmæerne (Vom Kilimandscharo zu den Pygmäen). 1956 bis 1957 reiste er, unter anderem mit Arne Falk-Rønne nach Brasilien, Bolivien und Peru. Davon erzählt er in dem Buch Jivaro, das die Jivaro-Indianer im Amazonas-Regenwald schildert und u. a. sehr ausführlich den Kampf mit einer Anakonda. Um diesen Kampf filmen zu können, hatte Bitsch den Indianern die Bedienung einer Filmkamera beigebracht. Bitsch berichtete zudem von seiner Teilnahme an archäologischen Ausgrabungen in Peru und Bolivien inklusive Inka-Kulturen. Das Buch Tamapaya berichtet u. a. von diesen Ausgrabungen  (der Tamapaya River ist ein Fluss in Bolivien). 
1959 reiste er nach Borneo, wo er unter Eingeborenen lebte und deren Gebräuche und Sitten kennenlernte. Daraus entstand das Buch Ulu – Verdens ende (Ulu – Am Ende der Welt). Aufgrund seiner Vortragstätigkeit verfasste er u. a. einen Beitrag zu dem Buch Med Eventyrerne over alle grænser (Mit Abenteurern über alle Grenzen) und einen Artikel im National Geographic Magazine im November 1964.

## Ins Deutsche übersetzte Werke
- Jivaro – Geheimnisse des Amazonas, Bertelsmann Lesering, 1950.
- Tamapaya – Paradies am Ende der Welt, Ullstein Verlag Berlin [u. a.] 1960, übersetzt von Thyra Dohrenburg
- Hinter Arabiens Schleier – Land der Wüste zwischen gestern und morgen, Ullstein Verlag Berlin [u. a.] 1961, übersetzt von Thyra Dohrenburg
- Warum lächelt Buddha – Rätselhafte Welt Hinterindiens, Ullstein Verlag Berlin, 1964, übersetzt von Christine von Kohl
- Zwischen China und Sibirien – Unbekannte Mongolei, Ullstein Verlag Berlin, 1964

## Auszeichnungen
- Er gewann 1940 den 1. Preis für seinen Jugend-Roman Som kahytsdreng til Siam (Der Kajütenjunge nach Siam). Er widmete diesen Preis seinem Lehrer.